# Жевательная игрушка

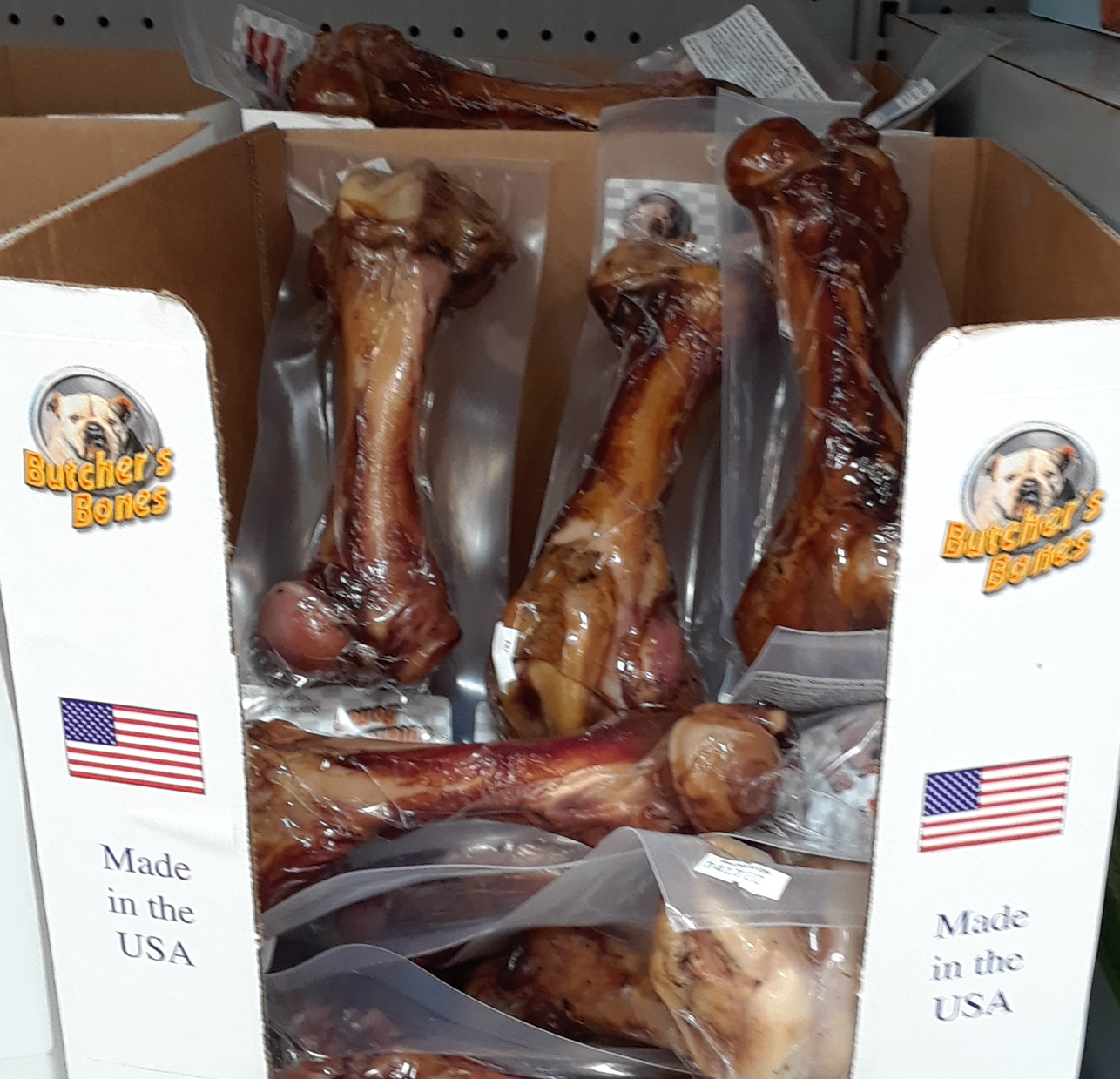
Жевательные игрушки для собак, сделанные в США.

Жевательные игрушки — это игрушки, предназначенные для жевания животными для стимуляции и избавления от скуки. Грызение жевательной игрушки успокаивает животное. У молодых животных, таких как щенки, жевательные игрушки могут облегчить зуд, связанный с прорезыванием зубов. Существует несколько типов жевательных игрушек, включая сыромятные, деревянные, бумажные и минеральные. Жевательные игрушки широко известны как игрушки только для собак; однако птицы и грызуны также могут их использовать.
В дополнение к развлечению жевательные игрушки позволяют животному избавиться от беспокойства и скуки, занимаясь жеванием игрушки. Жевательные игрушки также могут отвлечь животных от жевания других «запрещённых» предметов и помочь сохранить здоровые зубы.
Похожую игрушку, называемую прорезывателем, дают младенцам, чтобы помочь успокоить воспаленные дёсны во время прорезывания зубов .

## Сыромятная кожа

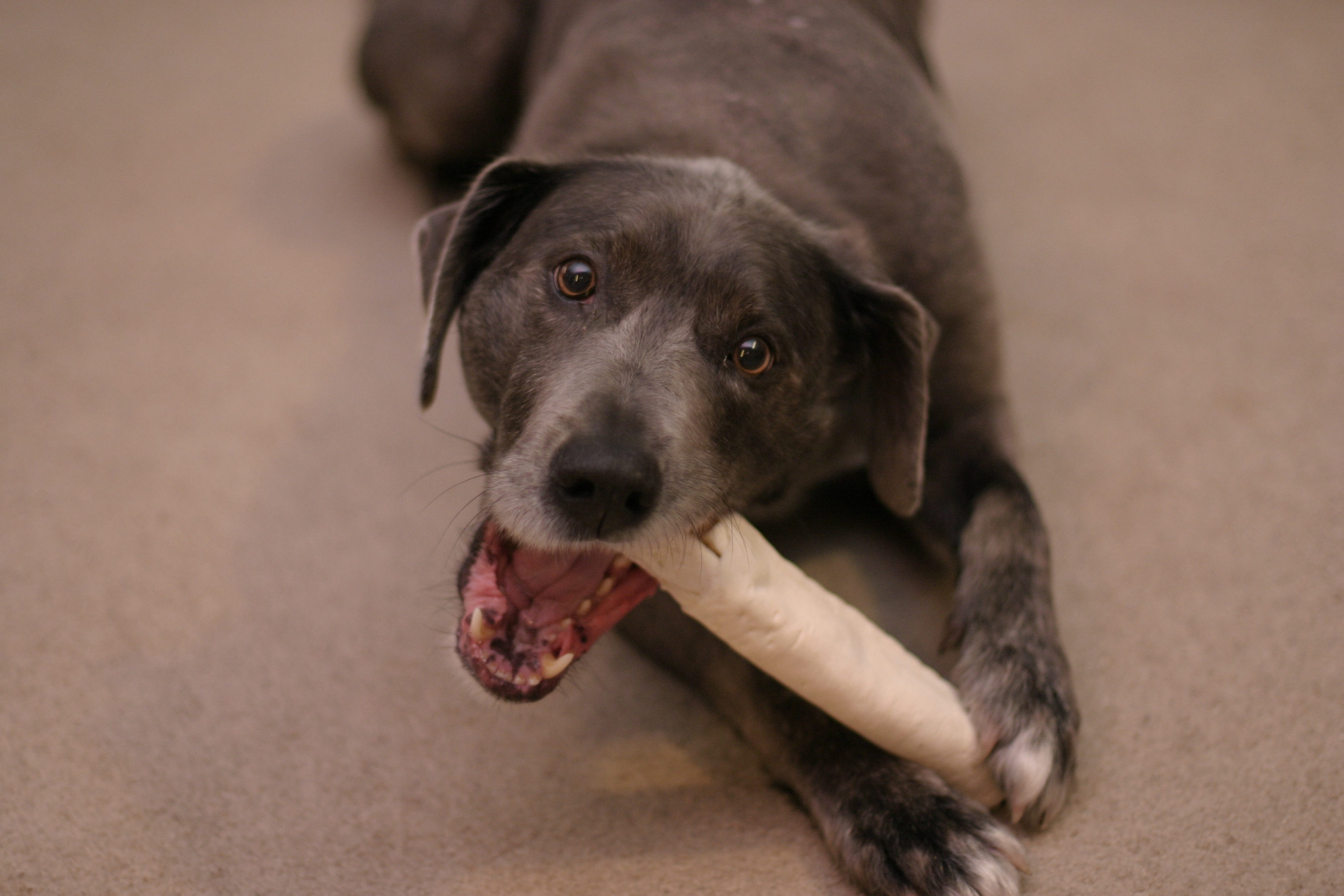
Собака с жевательной игрушкой из сыромятной кожи.

Жевательные игрушки из сыромятной кожи чаще всего ассоциируются с собаками, хотя сыромятная кожа подходит для всех животных, кроме травоядных, так как она сделана из кожи животных. Например, кроликам нельзя есть игрушки из сыромятной кожи, потому что их пищеварительная система не может их переработать. Это довольно крепкая игрушка для жевания, так как маленькому животному или птице могут потребоваться недели или даже месяцы, чтобы уничтожить её. Примерами жевательных игрушек из сыромятной кожи являются крутки и кости из сыромятной кожи. Жевательные игрушки из кожи не рекомендуются собакам, так как они не могут правильно перевариваться в желудке и могут вызвать закупорку кишечника.

## Деревянные
Деревянные игрушки для жевания сделаны из безопасного, неядовитого, более мягкого дерева и часто покрыты яркими красками или красками на растительной основе. Деревянные жевательные игрушки выдаются вместо дерева, которое маленькое животное найдёт в дикой природе. Их часто рекомендуют, если владелец ничего не знает о деревьях и кустарниках, растущих на участке. Их обычно используют кролики и мелкие грызуны. Деревянные игрушки для жевания помогают стачивать зубы, предотвращая трудности с едой у домашних животных и ненужные поездки к ветеринару для подтачивания зубов. Примером деревянной игрушки для жевания являются игрушечные верёвки.

## Бумажные
Бумажные жевательные игрушки изготовлены из небеленой нетоксичной бумаги. Они недороги или часто бесплатны. Одной из распространённых бумажных игрушек для жевания является пустая втулка от туалетной бумаги. Их можно использовать как туннели для очень мелких грызунов, а также как модифицированные пиньяты для более крупных мелких животных. Свёрнутые газетные страницы, старые книги и коммерческий продукт Chubes — другие часто используемые бумажные игрушки для жевания.

## Минеральные
Минеральные жевательные игрушки изготовлены из ароматизированных безопасных для животных минералов. Они варьируются от ароматизированных блоков в форме фруктов для птиц до минеральных лакомств в форме конусов мороженого для кроликов. Они также имеют форму чаш с пушистыми минералами внутри. Распространённой минеральной жевательной игрушкой является каракатица, игрушка для птиц, которая помогает держать когти и клювы подстриженными и здоровыми.

## Резиновые

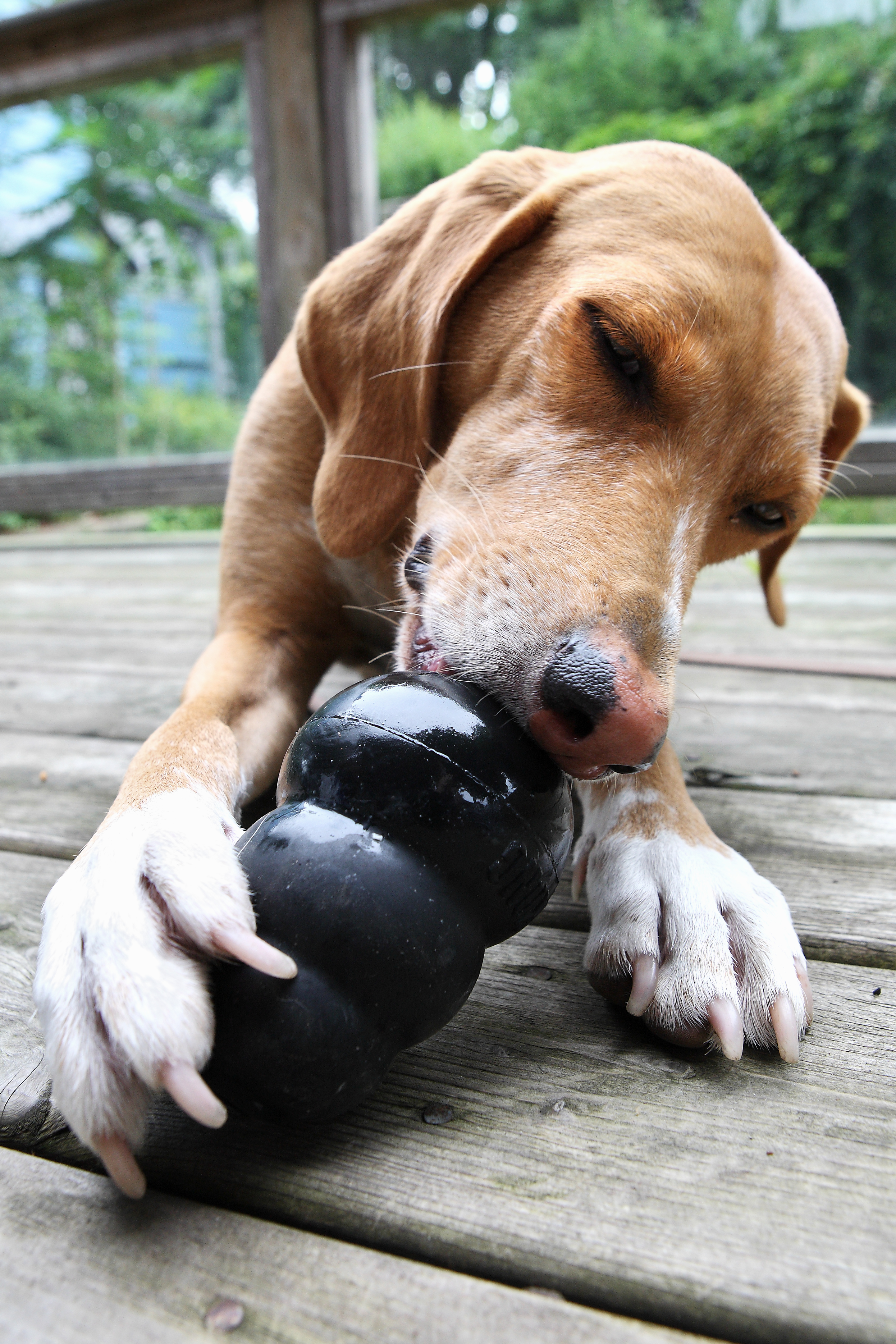
Собака ест лакомство Kong, резиновую игрушку для жевания, производства Kong Company

На рынке представлено множество резиновых жевательных игрушек для собак, которые имеют разную форму. Некоторые из них полые, чтобы в них можно было положить лакомство. Таким образом, собака должна «работать», чтобы получить лакомство. Критика резиновых игрушек для жевания заключается в том, что некоторые из этих игрушек негигиеничны и содержат вредные бактерии.